# Cadre-47/1-Weltmeisterschaft
Die Cadre-47/1-Weltmeisterschaft (bis 1938 Cadre 45/1) wurde von 1927 bis 1987 in der Karambolagevariante Cadre 47/1 ausgetragen. Ausgerichtet wurde sie bis 1938 von der UIFAB (Union Internationale des Fédérations des Amateurs de Billard), danach vom heutigen Karambolage-Weltverband UMB (Union Mondiale de Billard).
In der Regel fand sie einmal jährlich statt, allerdings wurde sie in den letzten Jahren, ähnlich wie auch die Cadre-47/1-Europameisterschaft nur noch selten ausgespielt, da sich nur noch selten Ausrichter finden.
Rekordsieger sind der Belgier René Gabriëls und Edmond Soussa aus Ägypten, letzter Titelträger war 1987 Fonsy Grethen aus Luxemburg.

## Modus
Bis 1982 wurde auf eine Partie-Distanz von 300 Points gespielt. 1987 in Landau (Pfalz) wurde die Distanz auf 250 Points verkürzt.

## Rekorde
Den besten GD mit 51,81 bei einer Cadre-47/1-Weltmeisterschaft erzielte der Franzose Francis Connesson 1982 in Duisburg.
Den nicht mehr zu brechenden Weltrekord bis 300 Points in einer Aufnahme hält der Niederländer Hans Vultink, erzielt bei der Weltmeisterschaft 1975 in Rotterdam. Bis 250 Points schaffte noch kein Akteur die Partie in einer Aufnahme auszustoßen.
Den Serien-Weltrekord hält natürlich auch Hans Vultink, allerdings schaffte der Franzose Francis Connesson bei der WM 1976 in Mollerusa auch 300 Points, aber erst in der 2. Aufnahme, was entsprechend eine Einstellung des Rekordes ist. Die höchste prolongierte Höchstserie erzielte Hans Vultink mit 386 bei der Weltmeisterschaft 1975 in Rotterdam.

## Weltrekordentwicklung Cadre 45/1
| GD    | Name              | Jahr    |
| ----- | ----------------- | ------- |
| 07,50 | Charles Faroux    | WM 1927 |
| 12,76 | Edmond Soussa     | WM 1928 |
| 19,84 | Gustave van Belle | WM 1930 |
| 21,18 | Constant Côte     | WM 1938 |

| BED   | Name               | Jahr    |
| ----- | ------------------ | ------- |
| 20,00 | Albert Poensgen    | WM 1927 |
| 21,42 | Francis S. Appleby | WM 1929 |
| 42,85 | Gustave van Belle  | WM 1930 |
| 60,00 | Edmond Soussa      | WM 1932 |

| HS  | Name              | Jahr    |
| --- | ----------------- | ------- |
| 088 | Charles Faroux    | WM 1927 |
| 106 | Edmond Soussa     | WM 1928 |
| 177 | Gustave van Belle | WM 1930 |
| 227 | René Gabriëls     | WM 1932 |

## Weltrekordentwicklung Cadre 47/1
Farblegende
| GD    | Name              | Jahr    |
| ----- | ----------------- | ------- |
| 27,28 | Jean Marty        | WM 1967 |
| 42,76 | Hans Vultink      | WM 1975 |
| 44,95 | Hans Vultink      | WM 1980 |
| 51,81 | Francis Connesson | WM 1982 |

| BED    | Name         | Jahr    |
| ------ | ------------ | ------- |
| 100,00 | Henk Scholte | WM 1967 |
| 300,00 | Hans Vultink | WM 1975 |

| HS  | Name              | Jahr                  |
| --- | ----------------- | --------------------- |
| 299 | Henk Scholte      | WM 1967               |
| 300 | Hans Vultink      | WM 1975               |
| 300 | Francis Connesson | WM 1976               |
| 386 | Hans Vultink      | WM 1975 (prolongiert) |

## Turnierstatistik
Der GD gibt den Generaldurchschnitt (GD) des jeweiligen Spielers während des Turniers an. Der GD ist ohne Stichpartie angegeben.
Legende
WM als 45/1 ausgetragen
| Ergebnisse | Ergebnisse | Ergebnisse   | Ergebnisse        | Ergebnisse | Ergebnisse         | Ergebnisse | Ergebnisse         | Ergebnisse |
| Nr.        | Jahr       | Ort          | Sieger            | GD         | Platz 2            | GD         | Platz 3            | GD         |
| ---------- | ---------- | ------------ | ----------------- | ---------- | ------------------ | ---------- | ------------------ | ---------- |
| 01         | 1927       | Vichy        | Charles Faroux    | 7,50       | Albert Poensgen    | 7,39       | Jacques Davin      | 6,62       |
| 02         | 1928       | Vichy        | Edmond Soussa     | 12,76      | Francis S. Appleby | 8,68       | Jacques Davin      | 7,37       |
| 03         | 1929       | New York     | Edmond Soussa     | 8,35       | Théo Moons         | 8,95       | Francis S. Appleby | 9,02       |
| 04         | 1930       | Lyon         | Gustave van Belle | 19,84      | Edmond Soussa      | 12,79      | Théo Moons         | 13,34      |
| 05         | 1931       | Marseille    | Edmond Soussa     | 11,06      | Gustave van Belle  | 11,36      | Théo Moons         | 10,62      |
| 06         | 1932       | Paris        | Albert Corty      | 10,90      | Edmond Soussa      | 16,83      | Jan Dommering      | 10,27      |
| 07         | 1933       | New York     | Edgar T. Appleby  | 7,23       | Edmond Soussa      | 11,11      | Théo Moons         | 8,71       |
| 08         | 1934       | Genf         | Walter Joachim    | 8,48       | Jan Sweering       | 9,37       | Jean Albert        | 9,08       |
| 09         | 1935       | Scheveningen | René Gabriëls     | 16,27      | Jan Sweering       | 11,41      | Jacques Davin      | 13,25      |
| 10         | 1936       | Montpellier  | René Gabriëls     | 14,54      | Constant Côte      | 13,41      | Walter Joachim     | 9,58       |
| 11         | 1937       | Marseille    | Constant Côte     | 11,55      | René Gabriëls      | 14,03      | Jean Albert        | 11,19      |
| 12         | 1938       | Antwerpen    | René Gabriëls     | 18,91      | Constant Côte      | 21,18      | Jan Sweering       | 18,06      |
| 13         | 1967       | Marseille    | Jean Marty        | 27,29      | Henk Scholte       | 21,23      | José Gálvez        | 20,89      |
| 14         | 1975       | Rotterdam    | Hans Vultink      | 42,76      | Jean Bessems       | 22,06      | Francis Connesson  | 31,20      |
| 15         | 1976       | Mollerussa   | Raymond Ceulemans | 30,43      | Hans Vultink       | 23,35      | Dieter Müller      | 22,76      |
| 16         | 1977       | Groenlo      | Ludo Dielis       | 35,59      | Dieter Müller      | 29,11      | Hans Vultink       | 23,83      |
| 17         | 1980       | Bottrop      | Francis Connesson | 30,43      | Hans Vultink       | 44,95      | Ludo Dielis        | 32,18      |
| 18         | 1982       | Duisburg     | Francis Connesson | 51,81      | Jan Arnouts        | 32,01      | Thomas Wildförster | 35,77      |
| 19         | 1987       | Landau       | Fonsy Grethen     | 31,25      | Jos Bongers        | 35,37      | Franz Stenzel      | 27,74      |

## Medaillenspiegel
Legende
WM als 45/1 ausgetragen
| Platz | Name               | Gold (45/1) | Gold (47/1) | Silber (45/1) | Silber (47/1) | Bronze (45/1) | Bronze (47/1) | Erste- Teilnahme | Ort        |
| ----- | ------------------ | ----------- | ----------- | ------------- | ------------- | ------------- | ------------- | ---------------- | ---------- |
| 01.   | Edmond Soussa      | 3           |             | 3             |               |               |               | 1928             | Vichy      |
| 02.   | René Gabriëls      | 3           |             | 1             |               |               |               | 1932             | Paris      |
| 03.   | Francis Connesson  |             | 2           |               |               |               | 1             | 1975             | Rotterdam  |
| 04.   | Hans Vultink       |             | 1           |               | 2             |               | 1             | 1975             | Rotterdam  |
| 05.   | Constant Côte      | 1           |             | 2             |               |               |               | 1934             | Genf       |
| 06.   | Gustave van Belle  | 1           |             | 1             |               |               |               | 1930             | Lyon       |
| 07.   | Walter Joachim     | 1           |             |               |               | 1             |               | 1932             | Paris      |
|       | Ludo Dielis        |             | 1           |               |               |               | 1             | 1977             | Groenlo    |
| 09.   | Charles Faroux     | 1           |             |               |               |               |               | 1927             | Vichy      |
|       | Albert Corty       | 1           |             |               |               |               |               | 1930             | Lyon       |
|       | Edgar T. Appleby   | 1           |             |               |               |               |               | 1929             | New York   |
|       | Jean Marty         |             | 1           |               |               |               |               | 1967             | Marseille  |
|       | Raymond Ceulemans  |             | 1           |               |               |               |               | 1976             | Mollerussa |
|       | Fonsy Grethen      |             | 1           |               |               |               |               | 1987             | Landau     |
| 15.   | Jan Sweering       |             |             | 2             |               | 1             |               | 1933             | New York   |
| 16.   | Théo Moons         |             |             | 1             |               | 3             |               | 1929             | New York   |
| 17.   | Francis S. Appleby |             |             | 1             |               | 1             |               | 1927             | Vichy      |
|       | Dieter Müller      |             |             |               | 1             |               | 1             | 1967             | Marseille  |
| 19.   | Albert Poensgen    |             |             | 1             |               |               |               | 1927             | Vichy      |
|       | Henk Scholte       |             |             |               | 1             |               |               | 1967             | Marseille  |
|       | Jean Bessems       |             |             |               | 1             |               |               | 1975             | Rotterdam  |
|       | Jan Arnouts        |             |             |               | 1             |               |               | 1982             | Duisburg   |
|       | Jos Bongers        |             |             |               | 1             |               |               | 1987             | Landau     |
| 24.   | Jacques Davin      |             |             |               |               |               | 3             | 1927             | Vichy      |
| 25.   | Jean Albert        |             |             |               |               |               | 2             | 1932             | Paris      |
| 26.   | Jan Dommering      |             |             |               |               |               | 1             | 1931             | Marseille  |
|       | José Gálvez        |             |             |               |               |               | 1             | 1967             | Marseille  |
|       | Thomas Wildförster |             |             |               |               |               | 1             | 1982             | Duisburg   |
|       | Franz Stenzel      |             |             |               |               |               | 1             | 1987             | Landau     |

| Platz | Name        | Gold | Silber | Bronze |
| ----- | ----------- | ---- | ------ | ------ |
| 01.   | Belgien     | 6    | 3      | 4      |
| 02.   | Frankreich  | 6    | 2      | 6      |
| 03.   | Ägypten     | 3    | 3      | 0      |
| 04.   | Niederlande | 1    | 8      | 3      |
| 05.   | Deutschland | 1    | 2      | 3      |
| 06.   | U.S.A.      | 1    | 1      | 1      |
| 07.   | Luxemburg   | 1    | 0      | 0      |
| 08.   | Spanien     | 0    | 0      | 1      |
| 09.   | Österreich  | 0    | 0      | 1      |